# João Guilherme de Menezes Ferreira
João Guilherme de Menezes Ferreira (Lisboa, 26 de outubro de 1889 — Lisboa, 15 de dezembro de 1936) foi um oficial do Exército Português que se notabilizou como artista gráfico, caricaturista e escritor. A sua obra relete a sua condição de militar com conhecimento prático do envolvimento de Portugal na Grande Guerra, já que integrou a força expedicionária enviada para Angola no contexto das tensões ao longo da fronteiroa com o Sudoeste Africano Alemão, tendo participado no recontro de Naulila, e acompanhou a constituição do Corpo Expedicionário Português e a sua progressiva integração na Frente Ocidental e participou na reorganização das forças portuguesas após o desastre de La Lys. Aderiu à República, tendo sido ajudante-de-campo de Brito Camacho, líder do Partido Unionista. Implicado numa conspiração militar contra a Ditadura Militar que resultou do golpe de 28 de maio de 1926, foi demitido do Exército no posto de capitão.

## Biografia
Frequentou o Colégio Militar entre 1900 e 1908. Oficial de carreira do Exército Português, participou no golpe militar que derrubou o regime monárquico em 5 de outubro de 1910.
Em setembro de 1914, embarcou para Angola como adjunto do comando do destacamento, na primeira força expedicionária, comandada pelo general 
Alves Roçadas, para ali enviada pouco depois do início da Primeira Guerra Mundial, tendo participado no combate de Naulila. Enviado depois para França, no Corpo Expedicionário Português, o capitão Menezes Ferreira documentou a guerra num registo próximo da banda desenhada, na obra João Ninguém - Soldado da Grande Guerra  (1921, reed. 2014).
Como militar, foi ainda governador militar do Funchal e ajudante-de-campo do Alto Comissário 
Brito Camacho em Moçambique.
Ainda jovem, fundou a Sociedade de Humoristas Portugueses, presidida por Manuel Gustavo Bordalo Pinheiro, filho de Rafael Bordalo Pinheiro. Distinguiu-se, com um estilo modernista, no desenho humorístico, sobretudo a caricatura, e ainda na pintura, ilustração e trabalho gráfico para edição.
A temática militar continuou sendo a sua preferida ao longo da sua carreira, tendo ainda sido autor das obras O Fuzilado (conto, 1923), Um Conto do Natal (1924), A Viagem Maravilhosa de Gago Coutinho e Sacadura Cabral (1924), À Luz do Lampadário (1927) e As Tradições do Colégio Militar (discurso, 1933). A sua obra João Ninguém, Soldado da Grande Guerra (reeditado em 2014 pela Bertrand Editores, com notas de David Castaño) demonstra o seu conhecimento da realidade da participação portuguesa na Grande Guerra, formando um impressivo retrato da participação portuguesa na Primeira Guerra que permite abrir várias portas e colocar questões sobre um conjunto de acontecimentos que moldaram o século XX e condicionaram a história política do país, constituindo um excelente ponto de partida para todos aqueles que pretendem conhecer este momento marcante da história contemporânea universal e as suas implicações em Portugal.
O seu nome consta na lista de colaboradores artísticos do quinzenário humorístico O riso da vitória iniciado em 1919 sob a direção de Jorge Barradas e Henrique Roldão.